# Список умерших в 1326 году

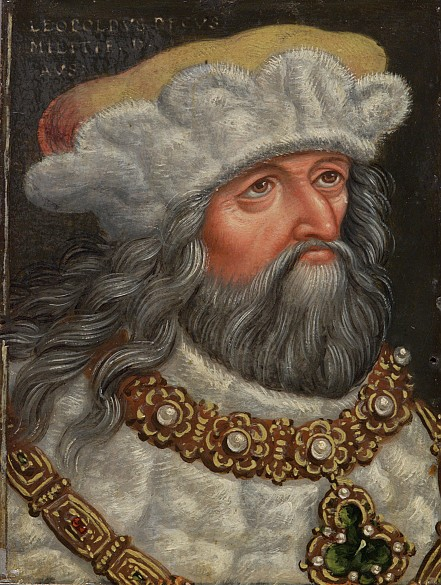
Леопольд I

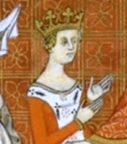
Бланка Бургундская

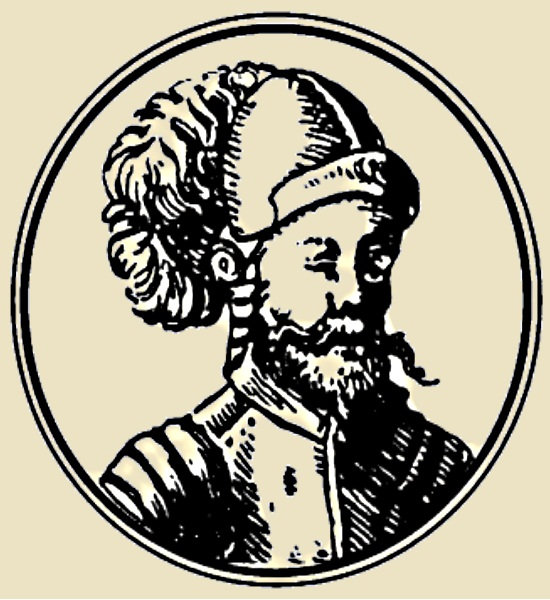
Вартислав IV

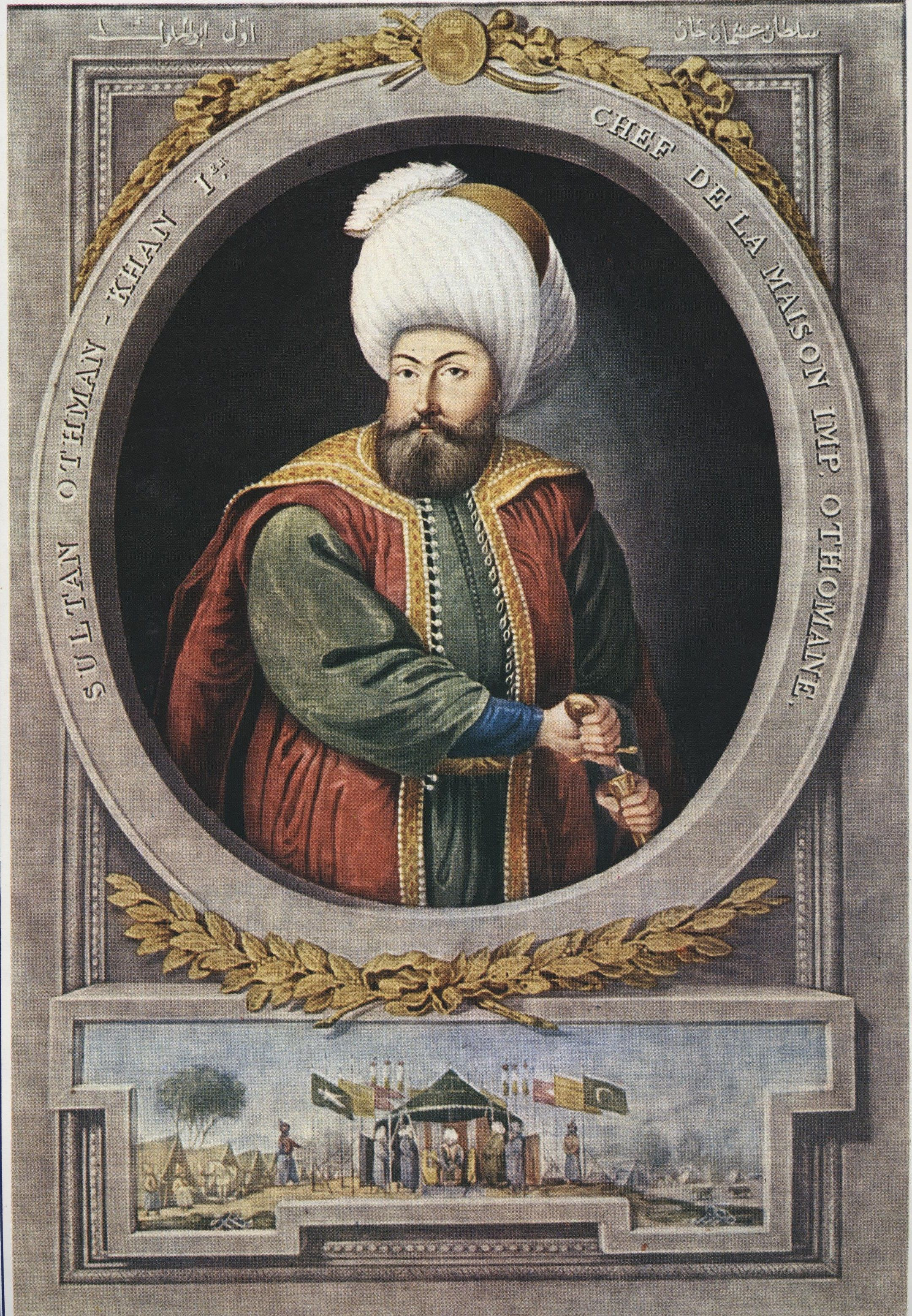
Осман I

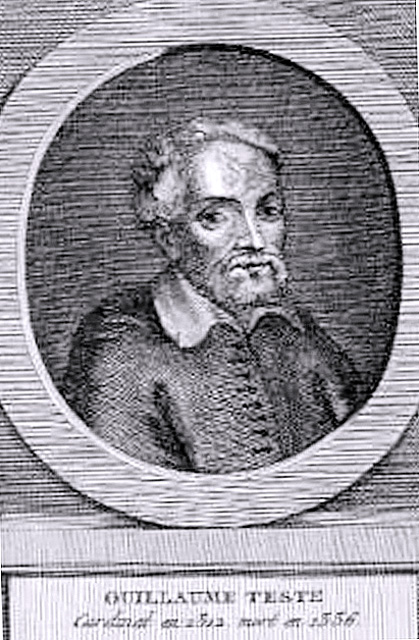
Гильом Теста

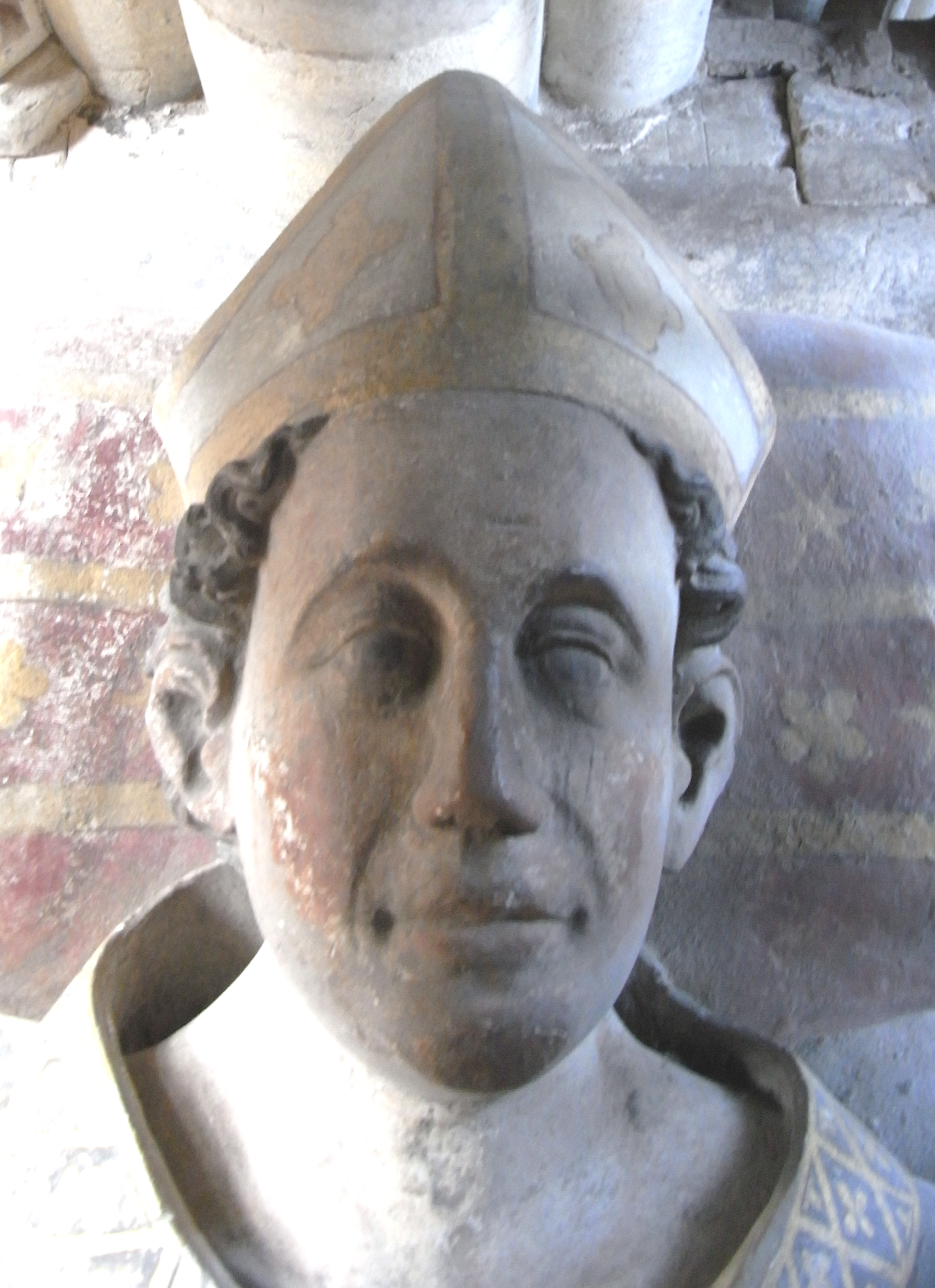
Уолтер Степлдон

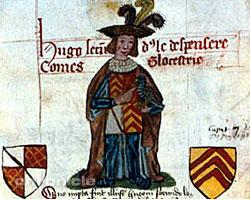
Хью ле Диспенсер Младший

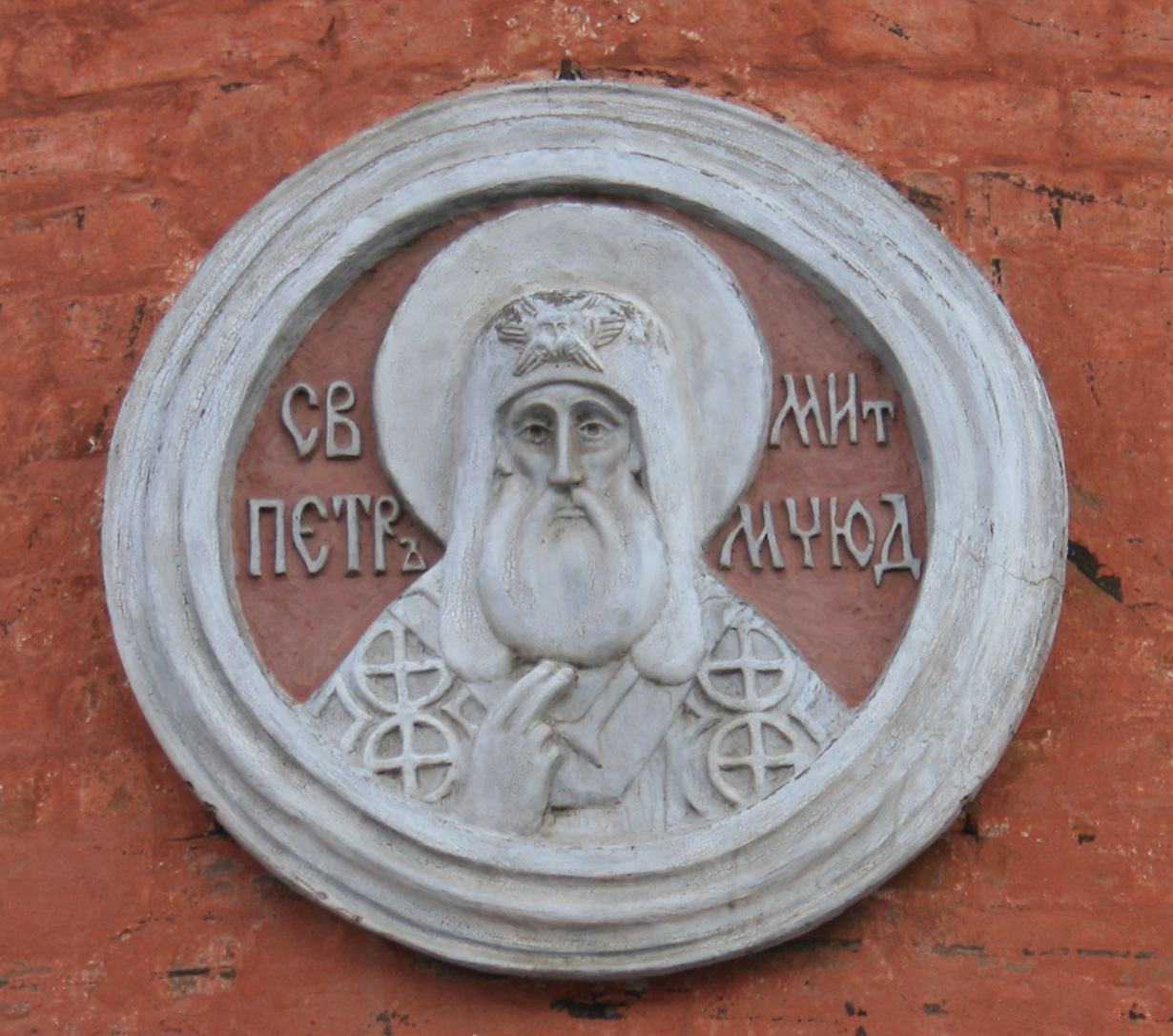
митрополит Пётр

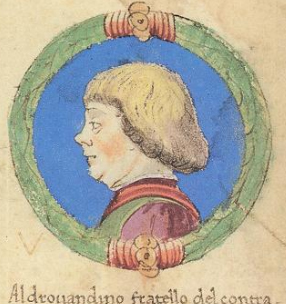
Альдобрандино II д’Эсте

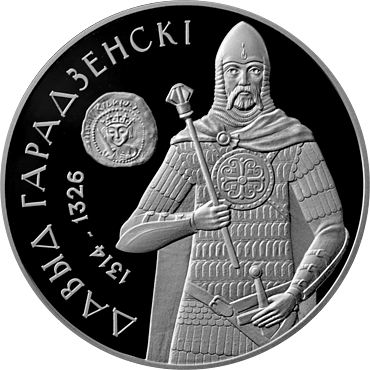
Давид Гродненский

В этой статье представлен список известных людей, умерших в 1326 году.
См. также: Категория:Умершие в 1326 году

## Январь
- 6 января — Давид де Моравиа[англ.] — епископ Мори (1299—1326)
- 7 января — Пьетро Колонна[нем.] — итальянский кардинал-дьякон di Sant'Eustachio (1288—1297), кардинал-священник di San Pietro in Vincoli (1288), кардинал-священник dei Santi XII Apostoli (1288—1294), протоиерей Латеранской базилики (1306—1326)
- 18 января — Роберт Фицуолтер — первый барон Фицуолтер (1295—1325).
- 29 января — Роджер де Белер[англ.] — барон казначейства; убит

## Февраль
- 5 февраля:
  - Генрих фон Хельфенберг[нем.] — епископ Лаванта (1291—1299), епископ Гурка (1298—1326);
  - Ральф де Кобем, английский аристократ, 1-й барон Кобем (с 1324).
- 28 февраля — Леопольд I (32) — герцог Австрии (1308—1326).
- Клара да Римини[итал.] — святая римско-католической церкви.

## Март
- 26 марта — Алессандра Джилиани — итальянский врач и анатом, считается первой женщиной-анатомом западного мира.

## Апрель
- 5 апреля — Робер де Жуаньи[фр.] — епископ Шартра (1315—1326)
- 6 апреля — Пандольфо I Малатеста — сеньор Пезаро (1304—1306, 1320—1326), сеньор Римини (1317—1326)
- 29 апреля — Бланка Бургундская — жена короля Франции Карла IV Красивого

## Май
- 1 мая — Уильям де Браоз, английский аристократ, влиятельный землевладелец Валлийской марки, 2-й барон Браоз (с 1291); спор из-за его наследства стал поводом к восстанию баронов против короля Эдуарда II.
- 6 мая — Бернард Свидницкий — князь (с братьями) Яворский, Свидницкий и Зембицкий (1301—1312), князь (с братом Болеславом) Свидницкий и Зембицкий (1312—1322), князь Свидницкий (с 1322).
- 11 мая — Матс Кеттильмундсон, регент Шведского королевства (1318—1319).
- 25 мая — Эберхард из Нисы[нем.] — епископ Эрмланда (1300/01–1326)
- 31 мая — 	Морис де Беркли — 2-й барон Беркли	(1321—1326); умер в тюрьме.

## Июнь
- Жан I де Монморанси — Сеньор де Монморанси (1305/1306 — 1326)

## Июль
- 26 июля — Альдобрандино II д’Эсте — маркиз Феррары (1308—1326).
- 29 июля — Ричард де Бург — барон Коннахт и граф Ольстер (1271—1326), руководитель борьбы с Эдуардом Брюсом в Ирландии (1315—1318).

## Август
- 1 августа — Вартислав IV — князь Поморско-Вольгастский (1309—1326), князь Слупский и Славенский (1316—1326), князь Поморско-Рюгенский (1325—1326).
- 3 августа — Роджер Мортимер де Чирк — барон Чирк, один из лидеров войны с Диспенсерами, дядя Роджера Мортимера,1-го графа Марч, умер в тюрьме Тауэра.
- 8 августа — Конрад[нем.] — епископ Оломоуца (1316—1326)
- 13 августа — Такаока Мунейасу[англ.] — основатель клана Такаока

## Сентябрь
- 15 сентября:
  - Александр Семёнович — князь Новосильский (?—1326), убит татарами;
  - Дмитрий Михайлович Грозные Очи (28) — князь тверской (1318—1326), великий князь владимирский (1322—1326), казнён татарами;
  - Уильям Фитцджон[англ.] — епископ Осрайге (1302—1317), архиепископ Кашела (1317—1325), лорд-канцлер Ирландии (1318—1320).
- 25 сентября — Гильом Теста[фр.] — французский кардинал-священник di San Ciriaco alle Terme Diocleziane (1312—1326)

## Октябрь
- 5 октября — Ричард Степлдон[англ.] — судья королевской скамьи, брат Уолтера Степлдона; убит
- 9 октября — Рейнальд I — граф Гельдерна и Цютфена (1271—1318), герцог Лимбурга (1279—1288); умер в заточении.
- 15 октября — Уолтер Степлдон (65) — епископ Эксетера (1308—1326), лорд-казначей (1320—1321, 1322—1325), основатель Экзетер-Колледжа в Оксфордском университете; убит во время лондонского бунта 1326 года.
- 27 октября — Хью ле Диспенсер (65) — барон ле Диспенсер (1265—1326), 1-й граф Уинчестер (1322—1326), юстициарий Ирландии (1296—1307, 1307—1311, 1311—1314, 1324—1326), лорд-хранитель Пяти портов (1320), советник английского короля Эдуарда II, казнён во время свержения Эдуарда II.
- 31 октября — Хуан де Кастиля и Харо — сеньор Бискайи (1322—1326)

## Ноябрь
- 17 ноября — Эдмунд Фицалан (41) — 9-й граф Арундел (1302—1326), казнён после свержения Эдуарда II.
- 24 ноября — Хью ле Диспенсер Младший — барон ле Диспенсер (1314—1326), барон Гламорган (1317—1326) (по праву жены), фаворит короля Англии Эдуарда II, казнён после свержения Эдуарда II
- 25 ноября — Корэясу-синно (62)  — японский принц крови и глава Камакурского сёгуната (1266—1289).

## Декабрь
- 21 декабря — Пётр — митрополит Киевский и всея Руси (1305—1326), первый из митрополитов Киевских, имевших (с 1325 г.) постоянное местопребывание в Москве, святой Русской православной церкви.
- 28 декабря — Дэвид II Стратбоги — граф Атолл (1306—1326).

## Дата неизвестна или требует уточнения
- Александр де Сан Элпидио[англ.] — епископ Мельфи, теолог.
- Аманьё VIII д’Альбре — сеньор Альбре (1294—1326).
- Баннино да Полента[англ.] — сеньор Червии (1313—1326), убит.
- Берхтольд из Кремсмюнстера, хронист и церковный писатель, монах-бенедиктинец из Кремсмюнстерского аббатства.
- Давид Гродненский — государственный деятель и полководец Великого княжества Литовского, один из главных военачальников великого князя литовского Гедимина, каштелян гродненский; убит.
- Джон Валвейн[англ.] — английский адвокат и хронист, возможный автор Жизнеописания Эдуарда Второго.
- Дурра Тимур-хан, хан Чагатайского улуса (1326).
- Ильчигидай, хан Чагатайского улуса (1326).
- Иоанн Палеолог[англ.] — византийский государственный деятель, губернатор Фессалоник, мятежный лидер
- Кебек-хан — хан Чагатайского улуса (1318—1326), убит в результате заговора
- Кхруеа[нем.] — король Ланнатая (1319—1322)
- Мондино ди Лиуцци — итальянский врач, профессор в медицинской школе Университета Болоньи, отец современной анатомии.
- Уильям Мартин, английский аристократ и крупный землевладелец, 2-й барон Мартин (с 1324).
- Оливье II де Роган — виконт де Роган.
- Уолтер Стюарт, 6-й лорд-стюард Шотландии.
- Сулейман-бей II Эшрефоглу, последний правитель бейлика Эшрефогуллары.
- Шейх Эдебали — турецкий шейх, который помог сформировать политику Османской империи